# Tortellá
Tortellá (oficialmente y en catalán Tortellà) es un municipio y localidad española de la provincia de Gerona, en la comunidad autónoma de Cataluña. El término municipal, ubicado en la comarca de La Garrocha, tiene una población de 828 habitantes (INE 2024).

## Geografía
Al norte y al este limita con Sales de Llierca, al sur con Argelaguer y al oeste con Montagut y Oix, aguas arriba de la confluencia del río Llierca con el río Fluviá. Es el decimotercero municipio más habitado de la comarca con 758 habitantes (2008) y tiene una extensión de 11,07 km². La villa está situada a 276 m sobre el nivel del mar y se encuentra a 18 km de Olot, 31 km de Figueras y 38 km de Gerona. El término municipal delimita, empezando por el norte y rigiéndose en el sentido de las agujas del reloj, con Sales de Llierca, Argelaguer y Montagut y Oix.

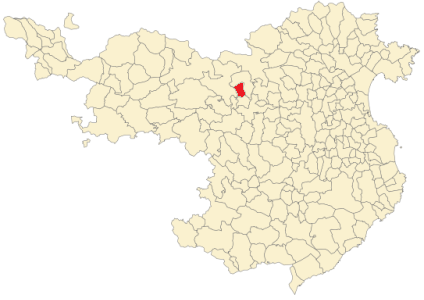
Situación de Tortellá en la provincia de Gerona.

La parte más septentrional del término municipal pertenece al PEIN de la Alta Garrocha, y está situado a 3 km de distancia de los grandes ejes viarios de la comarca que conectan Olot con Gerona. La industria es el sector más importante de la población, seguido de los servicios y el sector agrícola. Juntamente con las poblaciones limítrofas y San Jaime de Llierca forma una agrupación administrativa local denominada Valle de Llierca. Estas poblaciones comparten asuntos de movilidad, de servicios, religiosos y educativos.

## Historia
La localidad se halla documentada desde el año 996, y perteneció a la baronía de Sales. Fue destruida casi totalmente por el terremoto de Cataluña de 1428.
A mediados del siglo XIX, el lugar contaba con una población censada de 960 habitantes. La localidad aparece descrita en el decimoquinto volumen del Diccionario geográfico-estadístico-histórico de España y sus posesiones de Ultramar de Pascual Madoz de la siguiente manera:

TORTELLÁ: l. cab. de ayunt. que forma con San Miguel de Monteyá, en la prov. y dióc. de Gerona, part. jud. de Olot, aud. terr., c. g. de Barcelona. sit. en terreno bastante llano, con buena ventilacion y clima frio y saludable. Tiece unas 300 casas, escuela de instruccion primaría, una igl. parr. (Sta. Maria), de la que es aneja la de San Miguel de Monteyá, servida por un cura de primer ascenso, de provision real y ordinaria, un vicario y un beneficiado de patronato laical: este templo es suntuoso, de mediana construccion, con un retablo mayor correspondiente á la obra, concluido hace poco tiempo. El térm. confina N. Salas; E. Beudá, Palera y Besalú; S. Argelaguer, y O. Montagut, mediante el r. Lierca, que fertiliza en parle el terreno, cuyas montañas de alguna elevacion, principian á formar los montes Pirineos, y estan cubiertas de arbolado de varias clases, como encinas, robles, hayas, etc. Los caminos son locales, de herradura. El correo se recibe de Montagut. prod.: trigo, vino, aceite, legumbres y pastos; cria ganado de distintas especies, y caza mayor y menor. ind.: la agricola, y se dedican ademas sus hab. á hilar, tejer y teñir algodones, cuyos ramos tomarían mucho incremento, si de los vecinos riach. se condujese al l. un caudal de aguas capaz de dar movimiento á sus máquinas y fertilizar esta hermosa campiña. pobl.: 158 vec., 960 alm. cap. prod.: 3.426,400. imp.: 85,660.
(Madoz, 1849, p. 44)

## Demografía
Tortellá cuenta con una población de 828 habitantes (INE 2024).
| Gráfica de evolución demográfica de Tortellá entre 1842 y 2021                                                      |
| |
| Población de derecho según los censos de población del INE Población de hecho según los censos de población del INE |

## Economía
Su economía se basa en la agricultura de secano, con cereales y con el ganado porcino. Famoso por su artesanía en trabajos de madera de boj.

## Entidades de población
- Tortellá.
- San Antonio.

## Lugares de interés
- Iglesia de Santa María (siglo XVIII).
- Yacimiento prehistórico de La Bauma del Serrat.
- El puente de Llierca. De un solo arco.